# Circuito Montañés 2006
En esta edición del Circuito Montañés se completaron un total de 1069 km a lo largo de 7 etapas que al final coronaron a Robert Gesink como el líder de la prueba. Una vez más el punto más alto del circuito fue la Fuente del Chivo (1982 metros) que volvió a ser la etapa reina donde los participantes sufrieron a lo largo de 156 km. Aquí fue donde el ganador final, Gesink, obtuvo su liderato.

## Etapas
| Etapa     | Fecha       | Recorrido                          | km     | Ganador       | Líder             |
| --------- | ----------- | ---------------------------------- | ------ | ------------- | ----------------- |
| 1.ª etapa | 14 de junio | Santander -El Astillero            | 164 km | Hannes Blank  | Hannes Blank      |
| 2.ª etapa | 15 de junio | Renedo de Piélagos-Santoña         | 150 km | Danilo Hondo  | Graziano Gasparre |
| 3.ª etapa | 16 de junio | Laredo-Maliaño                     | 147 km | Danilo Hondo  | Graziano Gasparre |
| 4.ª etapa | 17 de junio | Agua de Solares-Fuente del Chivo   | 156 km | Israel Pérez  | Robert Gesink     |
| 5.ª etapa | 18 de junio | Los Corrales de Buelna-Torrelavega | 153 km | Pavel Brutt   | Robert Gesink     |
| 6.ª etapa | 19 de junio | Torrelavega-Santo Toribio          | 147 km | Robert Gesink | Robert Gesink     |
| 7.ª etapa | 20 de junio | Potes-Santander                    | 152 km | Vidal Celis   | Robert Gesink     |

## Clasificación general
|    | Ciclista               | Equipo                         | Tiempo           |
| -- | ---------------------- | ------------------------------ | ---------------- |
|    | Robert Gesink          | Rabobank Continental           | 26 h 59 min 09 s |
| 2  | Timothy Jones          | Amore & Vita-McDonald's        | a 1.56           |
| 3  | Israel Pérez           | Caja Castilla-La Mancha-Gramán | a 1.57           |
| 4  | Gallego Arnaiz         | Viña Magna-Cropu               | a 2.12           |
| 5  | Pedro García Villa     | Garcamps-C. Valenciana         | a 3.26           |
| 6  | Anton Mindlin          | Tinkoff Restaurants            | a 3.50           |
| 7  | Sven Nys               | Rabobank                       | a 4.19           |
| 8  | Sergio Pardilla        | Viña Magna-Cropu               | a 4.36           |
| 9  | Juan José Abril Merino | Viña Magna-Cropu               | a 5.07           |
| 10 | Óscar Laguna           | Supermercados Froiz            | a 5.07           |

- Datos: Q5769966